# Atech
A Atech Negócios em Tecnologias S/A é uma empresa brasileira de desenvolvimento de sistemas e aplicação de tecnologias, focada em soluções complexas para sistemas críticos.
A Atech S/A foi criada em dezembro de 2009 com a cisão da Fundação Atech, atual Ezute. Porém, sua história começou na década de 1980, no programa de transferência de tecnologia na área de Controle de Tráfego Aéreo (ATM), da Força Aérea Brasileira (FAB). Desde então, vem atuando em áreas variadas, como Defesa, Controle de Tráfego e de Fluxo Aéreo, Energia, Instrumentação, Nuclear, Embarcados, Logística, Saúde, Gestão Pública, Segurança Pública, Mobilidade Urbana, Vigilância e Monitoramento, entre outras. 
Participou de projetos de grande porte, como por exemplo (mas não limitados a):
- Sistema de Vigilância e Proteção da Amazônia (Sivam e Sipam);
- Desenvolvimento e implantação de Sistemas de Comando e Controle (C2) diversos;
- Sistemas brasileiros de gerenciamento do espaço aéreo, de controle do tráfego e de defesa;
- Desenvolvimento e integração de sistemas de missão da aeronave P-3 de patrulha marítima;
- Melhoria na resposta a panes na distribuição de energia elétrica;
- Gestão e apoio à tomada de decisão nas áreas de transporte, saúde e segurança pública, entre outros.
Em 12 de abril de 2011, a Embraer Defesa e Segurança anunciou, na Feira Internacional de Defesa e Segurança (LAAD), a compra de 50% da Atech S/A. Em setembro de 2013, esta compra foi integralizada de forma que a Atech S/A passou a fazer parte do grupo Embraer.
Atualmente, possui mais de 300 colaboradores, distribuídos em escritórios em São Paulo, São José dos Campos, Brasília e Rio de Janeiro. Conta com um corpo técnico com capacitação e experiência comprovadas na entrega de soluções tecnológicas, formado, entre outros, por doutores, mestres, especialistas, engenheiros, biólogos, geógrafos, arquitetos, físicos, matemáticos e analistas de sistemas.

A base de clientes inclui entidades públicas, desde órgãos governamentais até forças armadas, e privadas, como Embraer, AES Eletropaulo, etc.